# Parque Stanley

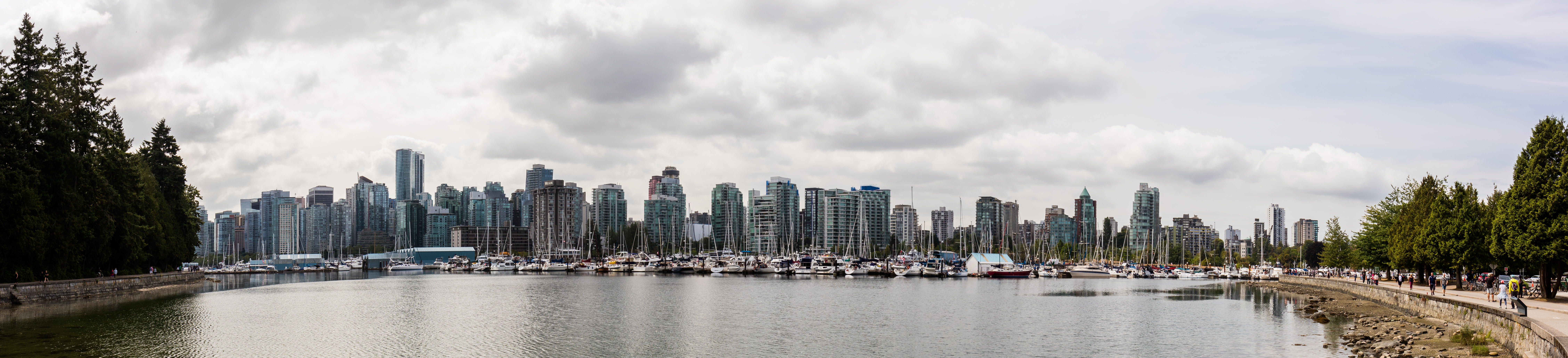
Vista de Vancouver desde el parque Stanley.

El Parque Stanley (en inglés, Stanley Park) es un parque en la ciudad de Vancouver (Canadá). Con sus 405 ha (100 acres) de extensión es el parque urbano más grande de Canadá y uno de los más grandes de Norteamérica. Recibe su nombre en honor al gobernador y masón Conde Frederick Arthur Stanley.
Está constituido principalmente por un bosque de coníferas con cerca de medio millón de árboles. Cuenta con más de 200 km de caminos y senderos, y dos lagos: el lago Beaver y la laguna Lost Lagoon.
Es muy popular entre los habitantes de Vancouver por su cercanía al centro de la ciudad, su paseo marítimo Seawall para los amantes del jogging, patinaje en línea y ciclismo, y sus atracciones turísticas como son el Acuario de Vancouver, el área de los tótems, el adyacente puerto deportivo Coal Harbour y la cercana isla Deadman's Insel. 

## Ubicación
El parque está en la mitad norte de la pequeña península que forma el centro de la ciudad (downtown), entre la Bahía Inglesa, al oeste, y el fiordo llamado Burrard Inlet, al norte y este. Se encuentra en las coordenadas geográficas siguientes: 49°18' N (latitud) y 123°09' O (longitud).
Al norte, el puente Lions' Gate que une el parque con el distrito de West Vancouver. La calle Lagoon Drive representa el límite sur del parque, dando paso a los edificios del barrio de West End. También en el sur se encuentra la laguna Lost Lagoon, y hacia el sudeste la ensenada de Coal Harbour y la pequeña isla Deadman's Insel.
El parque es atravesado de sur a norte por la vía rápida Stanley Park Causeway. 

## Historia

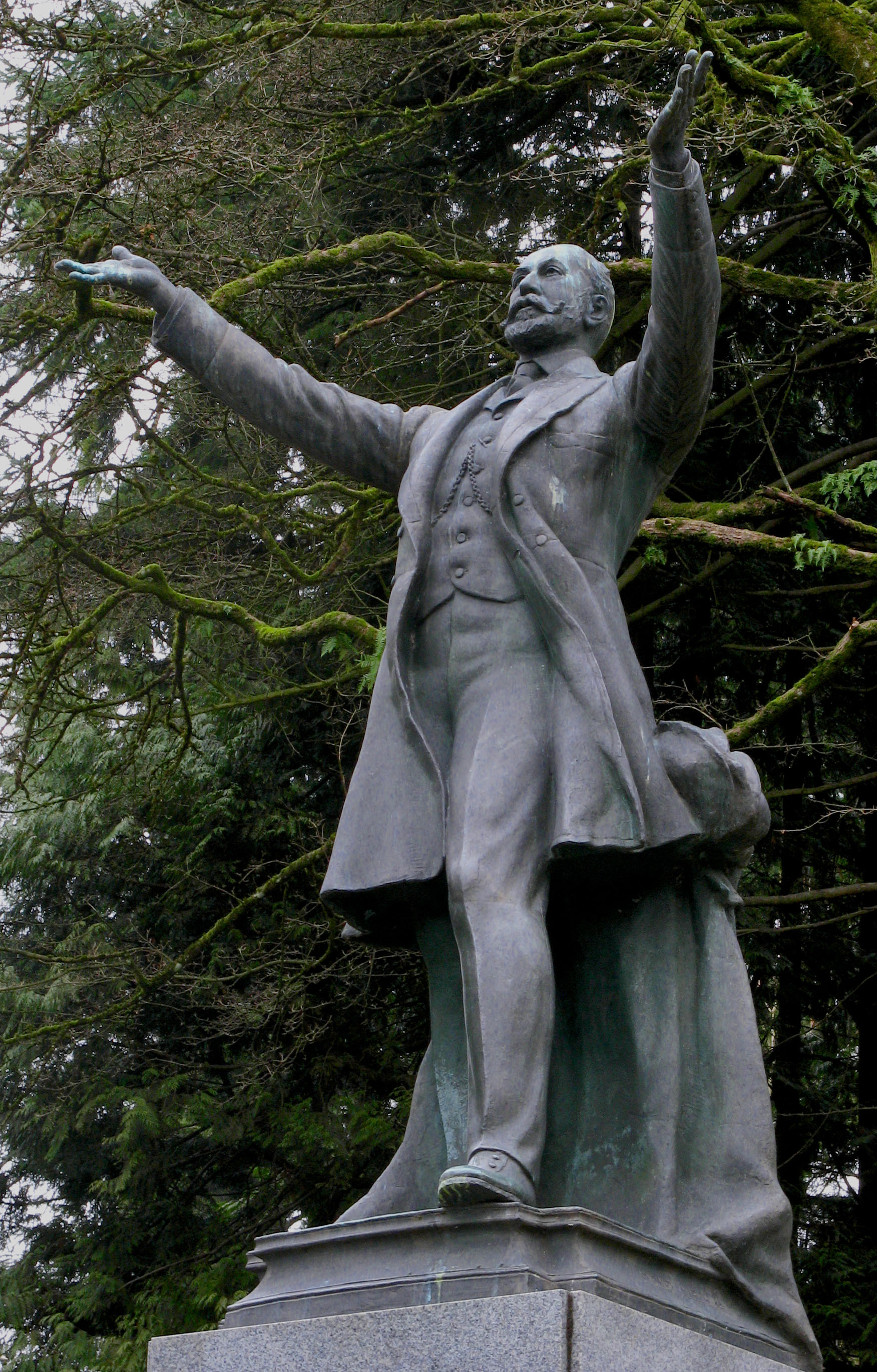
Estatua del Lord Stanley.

El capitán George Vancouver fue el primer europeo en recorrer la zona del parque y encontrarse con las tribus nativas, los squamish. Un par de décadas después los británicos regresaron para establecer al norte de la pequeña península un cuartel para defenderse de un posible ataque ruso y así impedir que estos pudieran acceder al Burrard Inlet. Sin embargo, el ataque ruso nunca se realizó. Pero los británicos decidieron continuar allí y a principios de la década de 1860 convirtieron el cuartel en una zona militar. El control de la península era estratégico en caso de que las tropas estadounidenses intentaran adentrarse por esta zona.
En 1886 fue fundada la ciudad de Vancouver. Como una de las primeras medidas, el Concejo mandó una petición al Gobierno central, con el ruego de desmantelar la zona militar y transformarla en un parque.
Después que el Gobierno diera el visto bueno a esta medida, el Concejo de Vancouver nombró una comisión para la administración del parque. En 1890 fue sustituida esta comisión por el Vancouver Park Board, cuyos siete miembros fueron elegidos por la ciudadanía. Esta Comisión administra hoy en día 192 parques y zonas verdes de Vancouver con una superficie total de 12,78 km², de los cuales la mayor parte corresponde al Parque Stanley. 
El 27 de septiembre de 1888 se celebró la inauguración oficial del parque, y le fue otorgado el nombre del, en ese entonces, gobernador general canadiense, Frederick Arthur Stanley. En 1988 el parque fue declarado Sitio Histórico Nacional.

## Atracciones

### Flora

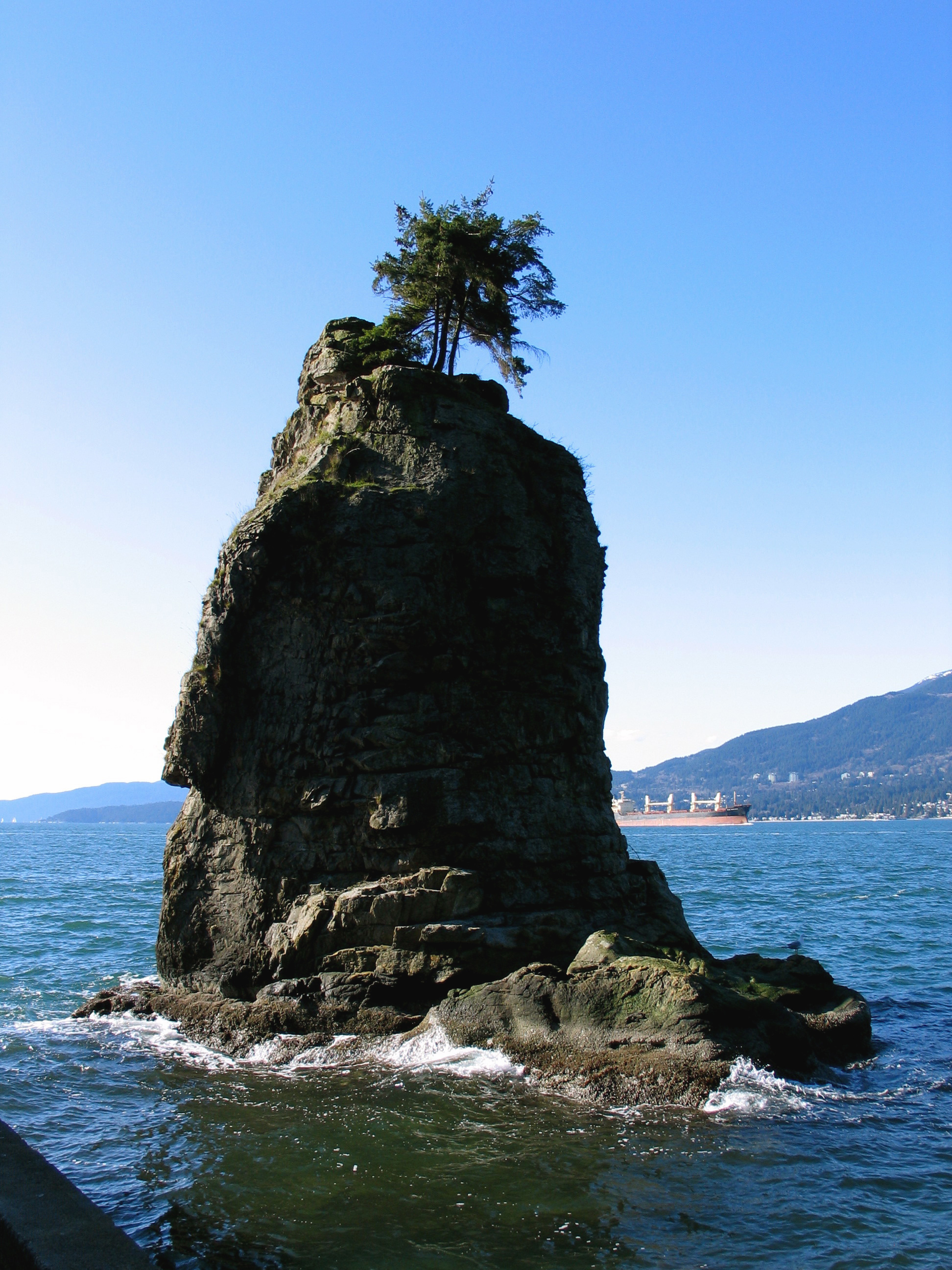
Siwash Rock.

El bosque de coníferas, que cubre gran parte del parque, es natural y se compone principalmente de las especies: abeto de Douglas, tuya gigante, tsuga y picea. Las tuyas gigantes (o cedros rojos) del parque cuentan entre los árboles más altos de Norteamérica.
La Siwash Rock es una roca monolítica en la Bahía Inglesa, cerca de la costa occidental del parque. Alcanza una altura de 18 m, es de origen volcánico y tiene una forma peculiar debido a la erosión marina. La roca es un motivo popular en las leyendas de los indígenas squamish de la región.
El lago Beaver (Beaver Lake), en el centro del parque, está rodeado completamente por el bosque y cubierto de lirios. La laguna Lost Lagoon, en el confín sur del parque, es un lago artificial de 16 ha construido en 1916, ideal para practicar el remo y el piragüismo, en medio de la laguna está una fuente (Jubilee Fountain) que fue hecha para celebrar el centenario de la fundación de la ciudad (1986).
La isla Deadman's (isla del Hombre Muerto) en el extremo sudeste del parque, en la ensenada Coal Harbour, tiene 3,8 ha de área y lleva su nombre debido a que en ella se encontraba un lugar de entierro de los indígenas. Hasta 1887 la isla fue utilizada asimismo por los colonizadores británicos como cementerio. Hoy en día alberga una base naval con un museo.

### Fauna

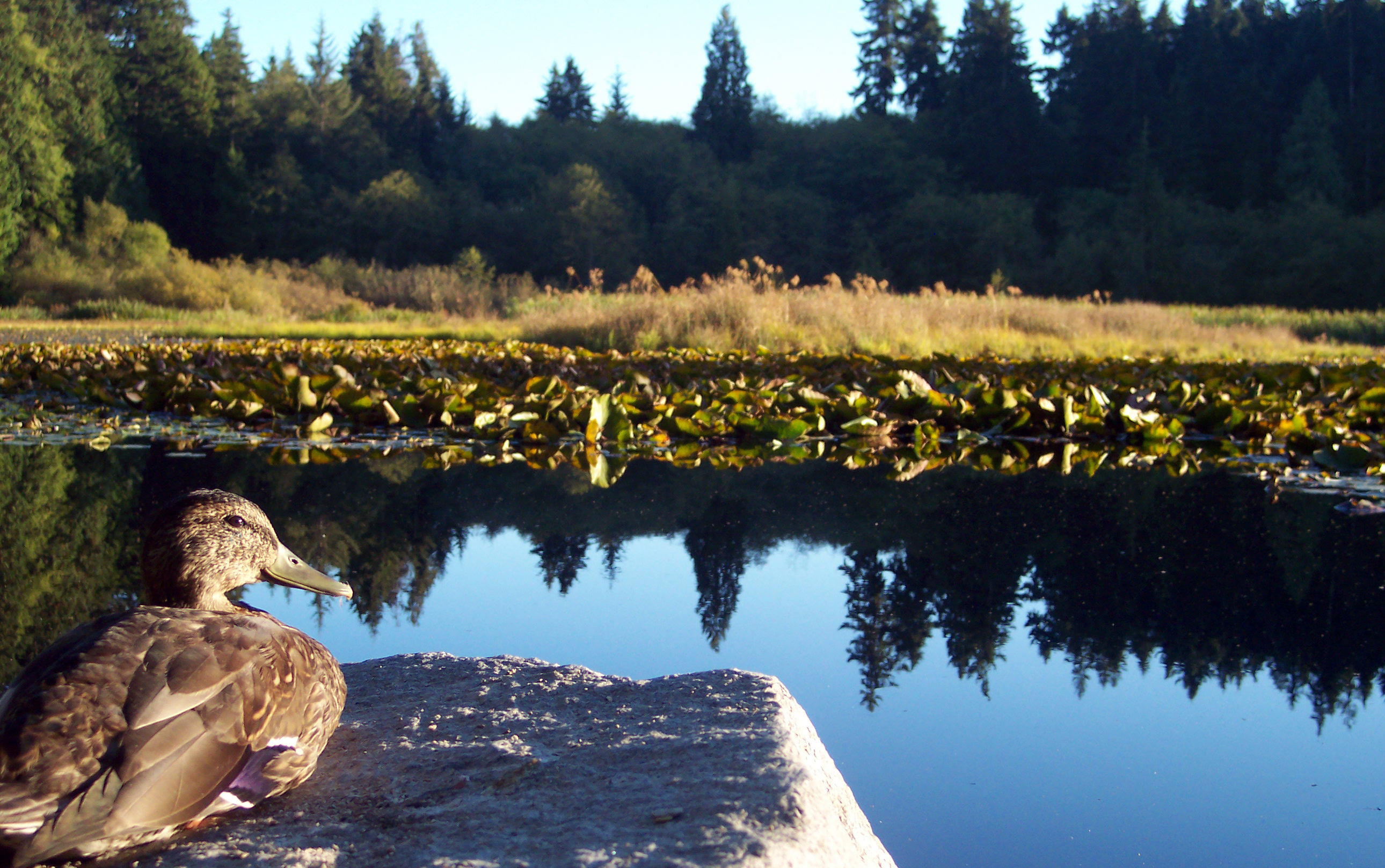
Un pato en el lago Beaver.

Hasta 1996 la principal atracción del parque fue un jardín zoológico, cuyos orígenes se remontan al primer director del parque, Henry Avison. El zoológico, que se creó a partir de la colección de animales de Avison, llegó a contar con más de 50 especies: serpientes, lobos, emus, bisontes, canguros, pingüinos, etc. En 1994 el zoo se encontraba en mal estado y necesitaba una restauración, sin embargo los habitantes de la ciudad decidieron en un referendo su cierre, que se completó en 1997 con la muerte del último animal, un oso polar.
El parque es rico en fauna, cuenta con más de doscientas especies de aves, tanto autóctonas como no nativas, y entre los mamíferos están el mapache, el coyote, la liebre y la ardilla gris.

### Esparcimiento

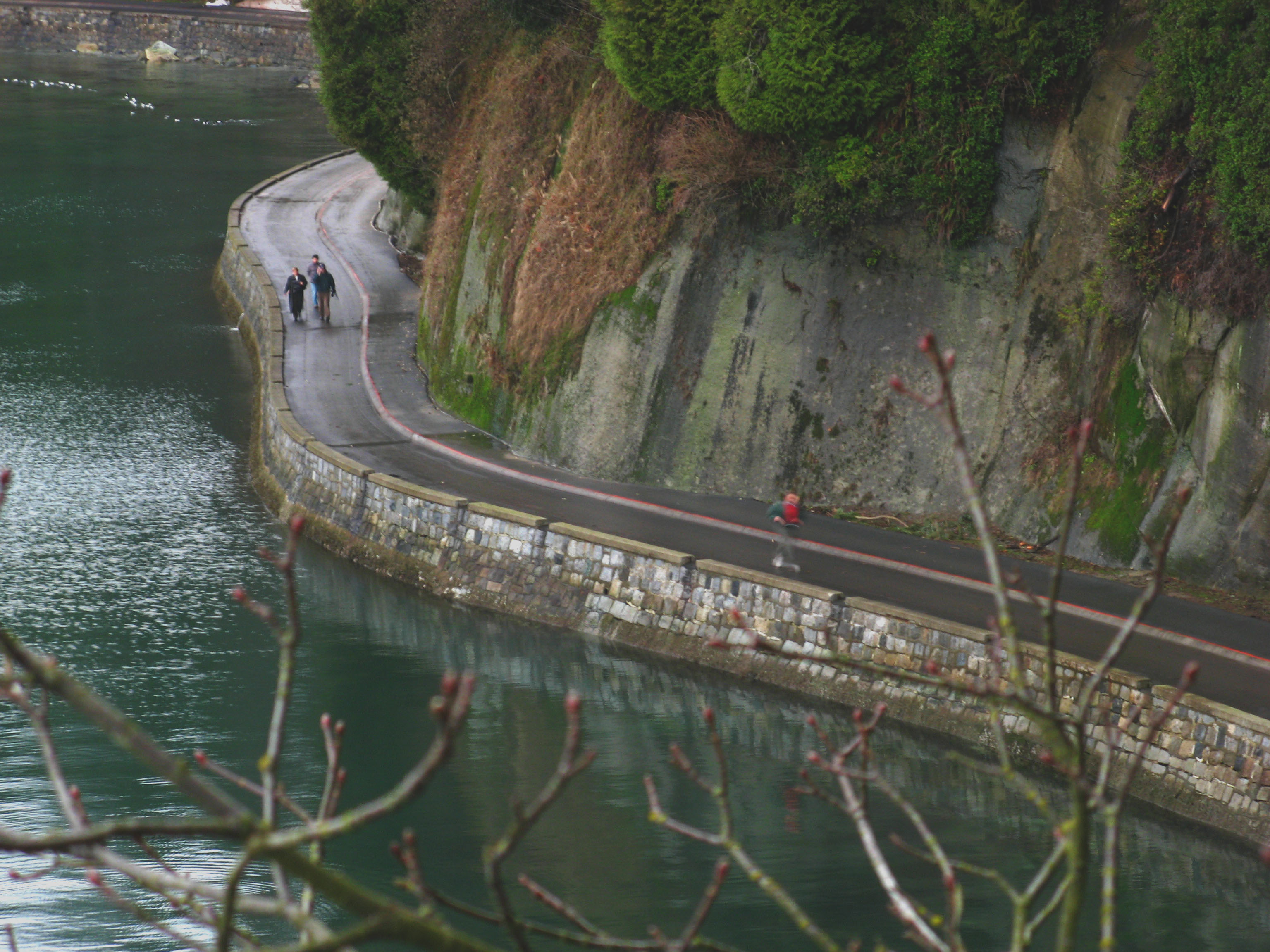
El paseo Seawall rodea el parque por la costa.

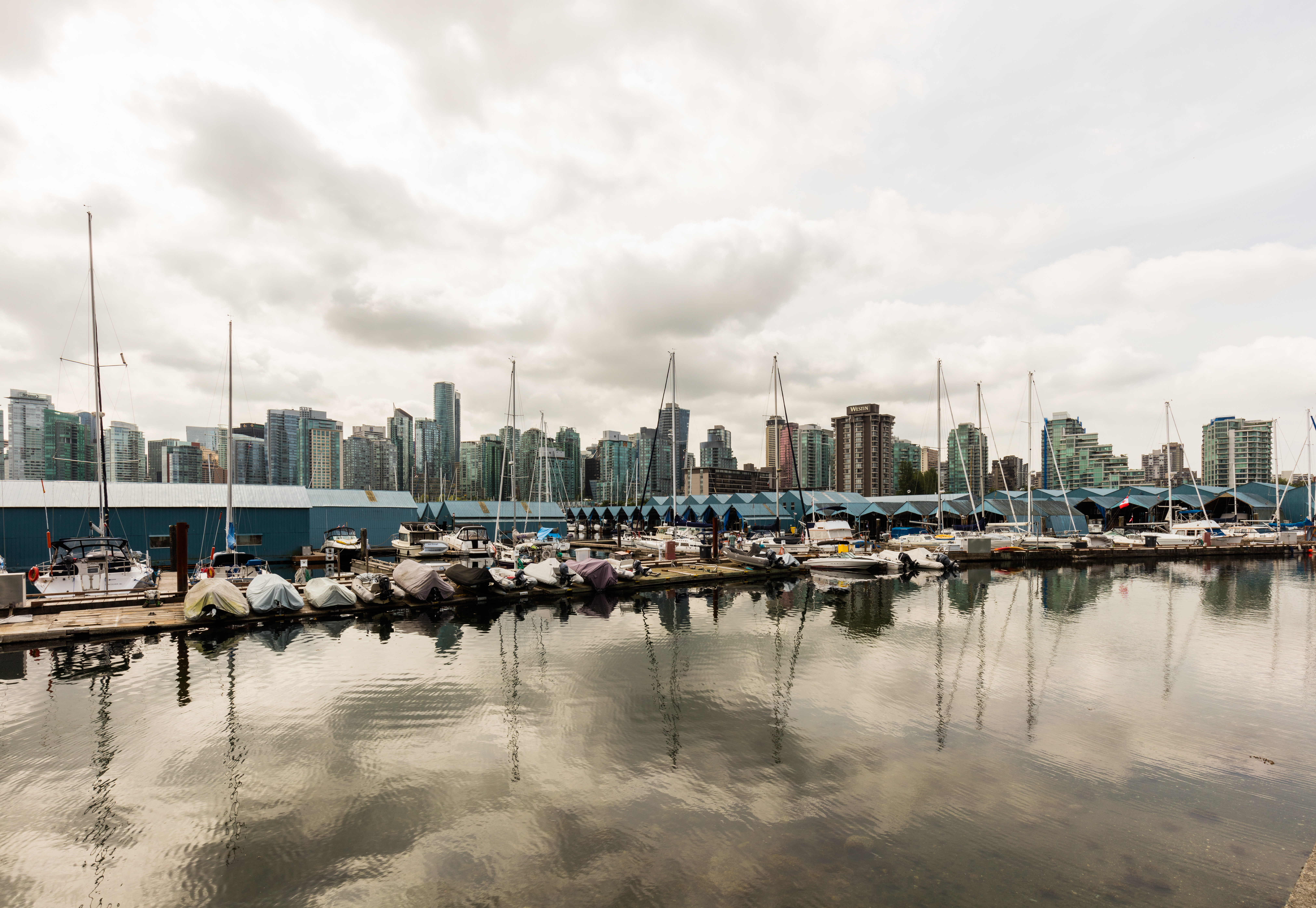
Vista desde el Seawall.

Hay numerosas instalaciones en el parque dedicadas al descanso y al tiempo libre. Entre las más populares están:
- El paseo marítimo Seawall, que rodea el parque a lo largo de la costa. Tiene 8,8 km de longitud y se completó en 1971. Cuenta con un camino para paseantes, corredores y patinadores en línea, y un carril bici paralelo.

- El Acuario de Vancouver fue abierto en 1956 y es el mayor acuario de Canadá. Se pueden contemplar, entre otros, delfines, belugas, leones marinos de Steller, focas y nutrias. Cuenta con unas 300 especies de peces, más de mil invertebrados, 56 especies de anfibios, 60 de mamíferos y algunas aves.

- Los tótems, en la punta sudeste del parque, en idéntica forma que los originales hechos por los nativos de la región siglos atrás (los originales se encuentran actualmente en diversos museos). Son uno de los principales puntos turísticos de la ciudad.

- Un tren miniatura que recorre dos kilómetros en forma circular entre la costa oriental de la península y el lago Beaver.

- Las playas Second Beach y Third Beach en la costa de la Bahía Inglesa.

- La punta Brockton Point en el extremo sudeste del parque con un bello faro y el 9 O'Clock Gun (Cañón de las 9) que hace fuego cada tarde a las 21:00 horas desde 1898.

- El pequeño teatro Marion Malkin Memorial Bowl que desde 1934 ofrece representaciones teatrales.

- El Jardín de Shakespeare, que contiene árboles mencionados en sus obras. También hay un interesante rosedal.

- El Vancouver Rowing Club y el Royal Vancouver Yacht Club, club de remo y de yates, respectivamente, en el Coal Harbour.

- Además cuenta con campos de tenis, un minigolf de 18 hoyos, dos piscinas y una granja escuela para los niños, así como cafeterías y tiendas para los visitantes.

### Monumentos

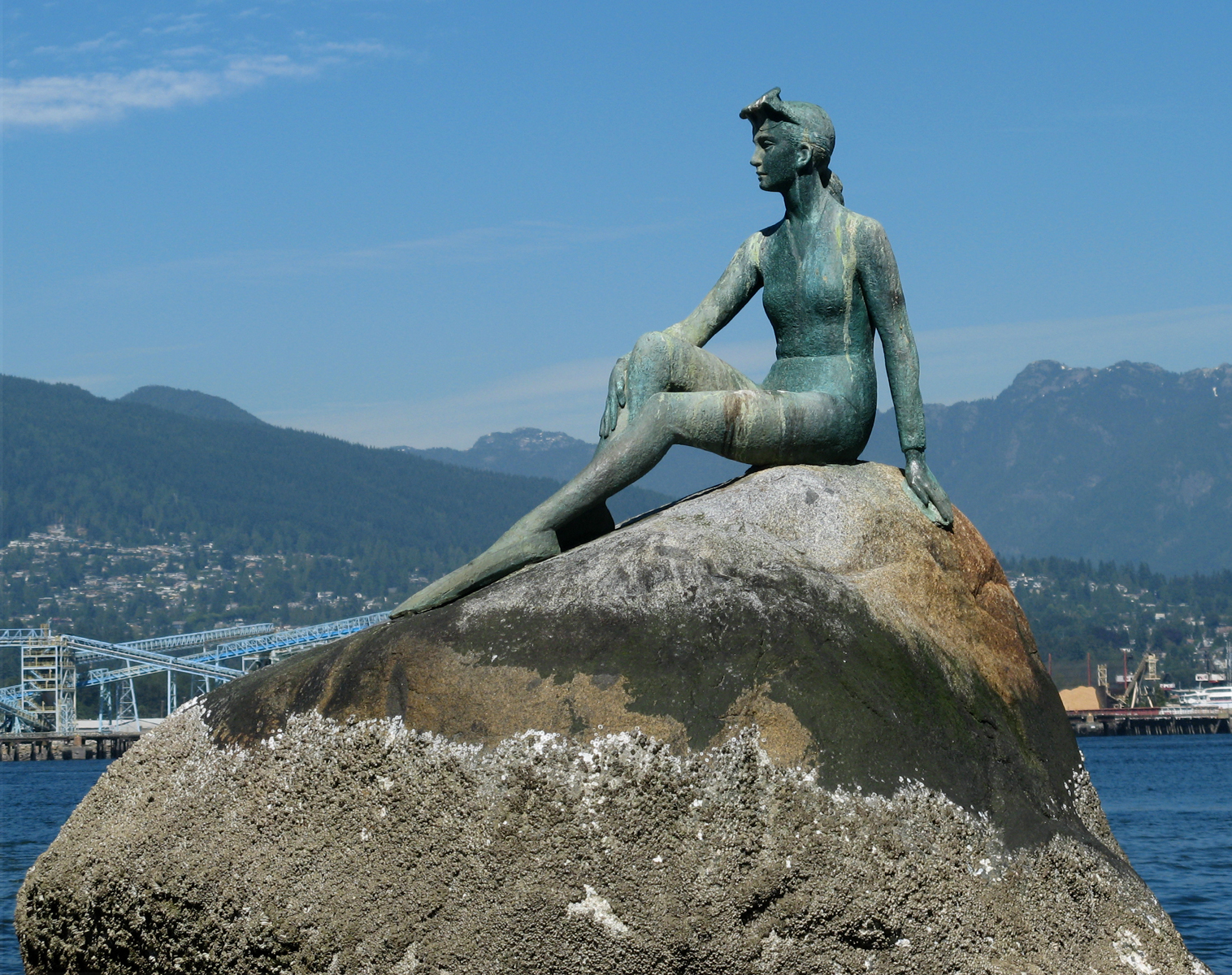
Mujer en traje de baño.

Con el transcurso de los años han sido erigidas numerosos monumentos. Entre otros están:
- La estatuas de Lord Stanley, del poeta escocés Robert Burns, del atleta Harry Jerome, del presidente estadounidense Warren G. Harding y Mujer en traje de baño del artista Elek Imredy.

- Un memorial en recuerdo del naufragio del barco de vapor SS Beaver en 1892 y otro de los soldados japocanadienses.

- La sepultura de la escritora iroquesa Pauline Johnson.